# Geert Deldaele
Geert Deldaele (Zwevegem, 18 maart 1964) is een Belgisch voormalig kajakker.

## Levensloop
Deldaele haalde twee K4-elite titels (1000 m). De eerste maal in 1984 samen met Dirk Deldaele, Dorian Saelens en Carl Bonte en een tweede maal in 1990 samen met Peter Dooms, Henk Poleyn en Pascal Carette. Tevens nam Deldaele deel aan de K1 500 meter op de Olympische Zomerspelen van 1988 te Seoel, alwaar hij er in slaagde de halve finale te bereiken.
Hij was aangesloten bij de Koninklijke Sobeka Kajakclub Zwevegem en is gehuwd met Inge Coeck. Tevens is Deldaele de vader van triatlete Charlotte Deldaele en de schoonvader van diens echtgenote Oshin Derieuw.

## Palmares

### K1 - 500 m
- 1988: 6e ½ fin. OS in Seoel - 1.47,21

### K1 - 1000 m
- 1986: 5e herkans. WK in Montreal[7]

### K4 - 500 m
- 1986: herkans. WK in Montreal[8]

### K4 - 1000 m
- 1986: 7e herkans. WK in Montreal